# T85榴彈發射器
T85榴彈發射器是中華民國聯勤205兵工廠生產的40公釐榴彈發射器，可附加在T65突擊步槍、T86戰鬥步槍及T91戰鬥步槍上用以提升班組與步兵的火力，目前有相當數量在中華民國陸軍與中華民國海軍陸戰隊中服役。

## 設計
T85榴彈發射器的設計類似於M203榴彈發射器，最大射程為400公尺，不過由於主要用於中華民國製造的步槍上，因此與M203榴彈發射器槍管下掛式不同，T85榴彈發射器是以組合的方式裝置於T65突擊步槍護木下方（也可固定式），拆裝皆十分簡單，只需將前端置於準星座下方的槍管上，後部固定於彈匣座前端，就可無須變動設計掛在T65護木下方。在外型上T85與M203大致相同，主要區別位於發射管下的散熱螺紋部，M203在尺寸上並無變化，T85下方則呈一定的曲線形以便於握持。
T85榴彈發射器可搭配表尺與氣泡象限儀提升瞄準精度。但由於沒有保護片保護卡榫，標準發射方式是肩射或蹲射，如以M16突擊步槍裝上M203榴彈發射器用腰射發射方式可能會出現走火的危險。其高爆穿甲榴彈可在38米擊穿64毫米的鋼板，而高爆榴彈則擁有大於5米的殺傷半徑。

## 彈種
- 美造M433高爆雙效榴彈（HEDP）
- 國造TC85煙幕榴彈(Smoke)
- 國造TC86高爆榴彈（HE）
- 國造TC88高爆雙效榴彈
- 國造TC91練習榴彈（Target Practice）